# 1981 en Ontario
Chronologie de l'Ontario
- 1977
- 1978
- 1979
- 1980
- 1981
- 1982
- 1983
- 1984
- 1985

Cette page concerne des événements d'actualité qui se sont produits durant l'année 1981 dans la province canadienne de l'Ontario.

## Politique
- Premier ministre : Bill Davis du parti progressiste-conservateur de l'Ontario
- Chef de l'Opposition :
- Lieutenant-gouverneur :
- Législature :

## Événements

### Mars
- 19 mars : élections générales en Ontario — le Parti progressiste-conservateur conserve sa majorité à l'Assemblée législative dirigé par Bill Davis ; le Parti libéral forme l'opposition officielle dirigé par Stuart Lyon Smith.

## Décès
- 23 mai : David Lewis, chef du Nouveau Parti démocratique (° 23 juin 1909).
- 28 décembre : Allan Dwan, réalisateur, scénariste et producteur (° 3 avril 1885).